# Дуэнья (фильм)
«Дуэнья» — советский музыкальный телевизионный художественный фильм, поставленный в 1978 году режиссёром Михаилом Григорьевым по мотивам одноимённой пьесы британского драматурга Ричарда Б. Шеридана. Премьерный показ состоялся 27 августа 1978 года по Первой программе ЦТ.

## Сюжет
Дворянин дон Джеромо хочет выдать свою дочь Инессу за богатого ростовщика Мендосо. Но дочь любит Антонио, благородного, но бедного друга своего брата Фернандо, и сердце её разбито. Тут на сцене и появляется дуэнья Доротея, воспитательница Инессы, решившая прибрать к рукам богатенького Мендосо («мой мешочек с деньгами») и заодно устроить счастье молодых.

## В ролях
| Актёр               | Роль                                             |
| ------------------- | ------------------------------------------------ |
| Владимир Зельдин    | дон Джеромо , дворянин                           |
| Александр Сафронов  | Фернандо , сын Джеромо                           |
| Ирина Муравьёва     | Инесса , дочь Джеромо                            |
| Марина Ливанова     | Леонора , подруга Инессы и возлюбленная Фернандо |
| Евгений Леонов      | дон Изокельо Мендосо , богатый ростовщик         |
| Владимир Сошальский | Карлос , друг Мендосо                            |
| Татьяна Васильева   | дуэнья Доротея                                   |
| Александр Король    | Антонио , друг Фернандо и возлюбленный Инессы    |
| Семён Фарада        | дон Педро Альменсо , отец Леоноры                |
| Любовь Полищук      | Диана , жена Педро                               |
| Анатолий Кубацкий   | настоятель Пабло                                 |
| Николай Горлов      | монах                                            |
| Пётр Меркурьев      | монах                                            |
| Евгений Быкадоров   | монах                                            |
| Александр Ткаченко  | монах                                            |
| Юрий Сучков         | Лопес , слуга Фернандо                           |
| Зоя Белая           | Фраскита , служанка Леоноры                      |
| Ольга Фомичева      | Лауретта , служанка в доме дона Джеромо          |

## Съёмочная группа
- Автор сценария: Михаил Григорьев
- Режиссёр-постановщик: Михаил Григорьев
- Операторы-постановщики: Е. Анисимов, В. Ошеров, А. Родионов
- Художник-постановщик: Пётр Пророков
- Композитор: Тихон Хренников
- Тексты песен: Яков Халецкий

## Технические данные
- Производство: Творческое объединение «Экран».
- Художественный фильм, цветной.
- Продолжительность: 89 мин. (01:29)

## Места съёмок
Львов, Невицкий замок близ села Каменица Закарпатской области Украины, в 12 км северо-восточнее Ужгорода.

## Музыка
В 1978 году режиссёр Михаил Григорьев обратился к композитору Тихону Хренникову с предложением написать музыку к фильму.
Лейтмотивом многих сцен звучит мелодия Т. Хренникова, являющаяся музыкой романса Шурочки Азаровой из к/ф Э.Рязанова «Гусарская баллада» 1962 года.
Впоследствии на основе музыки к фильму Тихон Хренников написал оперу «Доротея», которая была поставлена в Музыкальном театре им. К. С. Станиславского и В. И. Немировича-Данченко в 1983 году.